# Puchar Ameryki Południowej w narciarstwie alpejskim kobiet 2015
Puchar Ameryki Południowej w narciarstwie alpejskim kobiet w sezonie 2015 był kolejną edycją tego cyklu. Pierwsze zawody odbyły się 7 sierpnia 2015 roku w argentyńskim Chapelco, a ostatnie zostały rozegrane 24 września 2015 roku w argentyńskim kurorcie Cerro Castor.
Zwycięstwo zdobyte w Klasyfikacji Generalnej w ubiegłym sezonie obroniła Chilijka Noelle Barahona.

## Podium zawodów

### Indywidualnie
| Lp  | Data             | Miejscowość    | Dyscyplina      | 1. Miejsce            | 2. Miejsce                 | 3. Miejsce                    |
| --- | ---------------- | -------------- | --------------- | --------------------- | -------------------------- | ----------------------------- |
| 1.  | 7 sierpnia 2015  | Chapelco       | Gigant          | Barbara Kantorová     | Salome Bancora             | Noelle Barahona               |
| 2.  | 11 sierpnia 2015 | Cerro Catedral | Slalom          | Salome Bancora        | Nicol Gastaldi             | Francesca Baruzzi Farriol     |
| 3.  | 12 sierpnia 2015 | Cerro Catedral | Gigant          | Noelle Barahona       | Barbara Kantorová          | Salome Bancora                |
| 4.  | 15 sierpnia 2015 | Antillanca     | Slalom          | Barbara Kantorová     | Macarena Simari Birkner    | Noelle Barahona               |
| 5.  | 27 sierpnia 2015 | Valle Nevado   | Supergigant     | Noelle Barahona       | Ilka Štuhec                | Cara Brown                    |
| 6.  | 29 sierpnia 2015 | El Colorado    | Gigant          | Noelle Barahona       | Salome Bancora             | Cara Brown                    |
| 7.  | 30 sierpnia 2015 | La Parva       | Slalom          | Salome Bancora        | Macarena Simari Birkner    | Mathilde Nelles               |
| 8.  | 1 września 2015  | La Parva       | Zjazd           | Ilka Štuhec           | Ania Monica Caill          | Cara Brown                    |
| 9.  | 1 września 2015  | La Parva       | Zjazd           | Ilka Štuhec           | Cara Brown                 | Ania Monica Caill             |
| 10. | 2 września 2015  | La Parva       | Supergigant     | Ilka Štuhec           | Macarena Simari Birkner    | Cara Brown                    |
| 11. | 15 września 2015 | El Colorado    | Zjazd           | Ester Ledecká         | Ania Monica Caill          | Sara Ramentol Noelle Barahona |
| 12. | 15 września 2015 | El Colorado    | Zjazd           | Ester Ledecká         | Ania Monica Caill          | Cara Brown                    |
| 13. | 16 września 2015 | El Colorado    | Superkombinacja | Ester Ledecká         | Macarena Simari Birkner    | Noelle Barahona               |
| 14. | 16 września 2015 | El Colorado    | Supergigant     | Ester Ledecká         | Noelle Barahona            | Cara Brown                    |
| 15. | 16 września 2015 | El Colorado    | Superkombinacja | Ester Ledecká         | Macarena Simari Birkner    | Noelle Barahona               |
| 16. | 16 września 2015 | El Colorado    | Supergigant     | Ester Ledecká         | Noelle Barahona Cara Brown | –                             |
| 17. | 22 września 2015 | Cerro Castor   | Gigant          | Coralie Frasse Sombet | Sofia Goggia               | Elena Curtoni                 |
| 18. | 24 września 2015 | Cerro Castor   | Slalom          | Salome Bancora        | Nicol Gastaldi             | María Belén Simari Birkner    |

## Klasyfikacje
| Lp. | Zawodniczka                | Punkty |
| --- | -------------------------- | ------ |
| 1.  | Noelle Barahona            | 1020   |
| 2.  | Macarena Simari Birkner    | 990    |
| 3.  | Cara Brown                 | 701    |
| 4.  | María Belén Simari Birkner | 607    |
| 5.  | Ester Ledecká              | 600    |
| 6.  | Salome Bancora             | 570    |
| 7.  | Barbara Kantorová          | 455    |
| 8.  | Ania Monica Caill          | 400    |
| 9.  | Ilka Štuhec                | 380    |
| 10. | Nicol Gastaldi             | 287    |
| 11. | Francesca Baruzzi Farriol  | 234    |
| 12. | Abril Valle                | 208    |
| 13. | Angelica Simari Birkner    | 201    |
| 14. | Mathilde Nelles            | 193    |
| 15. | Antoinette Tansley         | 158    |
| 16. | Sara Ramentol              | 141    |
| 17. | Marija Grigorowa           | 126    |
| 18. | Inda Garin                 | 121    |
| 19. | Manon Campillo             | 100    |
| 19. | Coralie Frasse Sombet      | 100    |
| 21. | Sofia Goggia               | 80     |
| 22. | Inna Syrykh                | 77     |
| 23. | Elena Curtoni              | 60     |
| 24. | Javiera Ide                | 58     |
| 24. | Nicole Ritchie             | 58     |
| 26. | Azul Wettstein             | 50     |
| 27. | Chiara Cucuzza             | 46     |
| 28. | Nadezda Alexeeva           | 36     |
| 28. | Valentina Becerra          | 36     |
| 28. | Ninon Esposito             | 36     |
| 28. | Lee Hyun-ji                | 36     |
| 32. | Amelie Fernandez           | 32     |
| 32. | Megan McGrew               | 32     |
| 34. | Ella Still                 | 29     |
| 35. | Andra Corinne Caill        | 26     |
| 36. | Florencia Silva            | 24     |
| 36. | Galina Vorozheiko          | 24     |
| 38. | Magdalena Pfingsthorn      | 22     |

### Slalom (po 4 z 4 konkurencji)
| Miejsce | Zawodniczka                | Punkty |
| ------- | -------------------------- | ------ |
| 1.      | Salome Bancora             | 300    |
| 2.      | Macarena Simari Birkner    | 260    |
| 3.      | Nicol Gastaldi             | 160    |
| 4.      | Noelle Barahona            | 145    |
| 5.      | María Belén Simari Birkner | 129    |
| 6.      | Abril Valle                | 126    |
| 7.      | Francesca Baruzzi Farriol  | 105    |
| 8.      | Barbara Kantorová          | 100    |
| 9.      | Mathilde Nelles            | 60     |
| 10.     | Inna Syrykh                | 45     |
| 11.     | Cara Brown                 | 36     |
| 12.     | Amelie Fernandez           | 32     |
| 12.     | Megan McGrew               | 32     |
| 14.     | Angelica Simari Birkner    | 26     |
| 15.     | Galina Vorozheiko          | 24     |

### Gigant (po 4 z 4 konkurencji)
| Miejsce | Zawodniczka                | Punkty |
| ------- | -------------------------- | ------ |
| 1.      | Noelle Barahona            | 300    |
| 2.      | Salome Bancora             | 270    |
| 3.      | Barbara Kantorová          | 180    |
| 4.      | Macarena Simari Birkner    | 170    |
| 5.      | María Belén Simari Birkner | 162    |
| 6.      | Nicol Gastaldi             | 127    |
| 7.      | Coralie Frasse Sombet      | 100    |
| 8.      | Francesca Baruzzi Farriol  | 97     |
| 9.      | Sofia Goggia               | 80     |
| 10.     | Cara Brown                 | 60     |
| 10.     | Elena Curtoni              | 60     |
| 12.     | Nicole Ritchie             | 58     |
| 13.     | Abril Valle                | 56     |
| 14.     | Angelica Simari Birkner    | 52     |
| 15.     | Manon Campillo             | 50     |
| 15.     | Azul Wettstein             | 50     |
| 17.     | Chiara Cucuzza             | 46     |
| 18.     | Inda Garin                 | 45     |
| 19.     | Ninon Esposito             | 36     |
| 20.     | Mathilde Nelles            | 32     |
| 21.     | Ella Still                 | 29     |
| 22.     | Andra Corinne Caill        | 26     |

### Supergigant (po 4 z 4 konkurencji)
| Miejsce | Zawodniczka                | Punkty |
| ------- | -------------------------- | ------ |
| 1.      | Noelle Barahona            | 260    |
| 1.      | Cara Brown                 | 260    |
| 3.      | Macarena Simari Birkner    | 220    |
| 4.      | Ester Ledecká              | 200    |
| 5.      | Ilka Štuhec                | 180    |
| 6.      | María Belén Simari Birkner | 133    |
| 7.      | Ania Monica Caill          | 100    |
| 8.      | Barbara Kantorová          | 90     |
| 9.      | Angelica Simari Birkner    | 87     |
| 10.     | Inda Garin                 | 76     |
| 11.     | Marija Grigorowa           | 58     |
| 12.     | Manon Campillo             | 50     |
| 13.     | Antoinette Tansley         | 45     |
| 14.     | Nadezda Alexeeva           | 36     |
| 14.     | Valentina Becerra          | 36     |
| 14.     | Sara Ramentol              | 36     |
| 17.     | Francesca Baruzzi Farriol  | 32     |
| 17.     | Inna Syrykh                | 32     |
| 19.     | Javiera Ide                | 29     |
| 19.     | Mathilde Nelles            | 29     |
| 21.     | Abril Valle                | 26     |
| 22.     | Florencia Silva            | 24     |
| 23.     | Magdalena Pfingsthorn      | 22     |

### Zjazd (po 4 z 4 konkurencji)
| Miejsce | Zawodniczka                | Punkty |
| ------- | -------------------------- | ------ |
| 1.      | Ania Monica Caill          | 300    |
| 2.      | Cara Brown                 | 245    |
| 3.      | Ester Ledecká              | 200    |
| 3.      | Ilka Štuhec                | 200    |
| 5.      | Noelle Barahona            | 195    |
| 6.      | Macarena Simari Birkner    | 180    |
| 7.      | Sara Ramentol              | 105    |
| 8.      | María Belén Simari Birkner | 98     |
| 9.      | Barbara Kantorová          | 85     |
| 10.     | Marija Grigorowa           | 68     |
| 10.     | Antoinette Tansley         | 68     |
| 12.     | Javiera Ide                | 29     |

### Superkombinacja (po 2 z 2 konkurencji)
| Miejsce | Zawodniczka                | Punkty |
| ------- | -------------------------- | ------ |
| 1.      | Ester Ledecká              | 200    |
| 2.      | Macarena Simari Birkner    | 160    |
| 3.      | Noelle Barahona            | 120    |
| 4.      | Cara Brown                 | 100    |
| 5.      | María Belén Simari Birkner | 85     |
| 6.      | Mathilde Nelles            | 72     |
| 7.      | Antoinette Tansley         | 45     |
| 8.      | Lee Hyun-ji                | 36     |
| 8.      | Angelica Simari Birkner    | 36     |